# 매들린 루

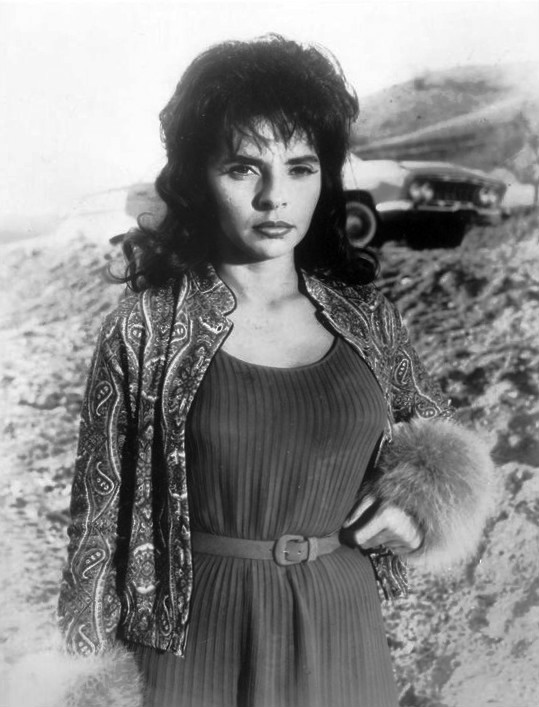

매들린 루(Madlyn Rhue, 1935년 10월 3일 ~ 2003년 12월 16일)는 미국의 배우, 텔레비전 배우, 영화배우이다.
워싱턴 D.C.에서 태어났으며 우들랜드힐스에서 사망하였다. 사인은 폐렴이다.

## 영화
- 추행자 (1991년)
- 내일은 스타 (1982년)
- 기동순찰대 (1977년)
- 하와이 5-0수사대 (1968년)
- 아이언 사이드 (1967년)
- 스트레인저 온 더 런 (1967년) - 엘마 브리튼 역
- 우리 생애 나날들 (1965년)
- 첩보원 0011 (1964년)
- 도망자 (1963년)
- 매드 매드 대소동 (1963년)
- 자레인 탈출 (1962년)
- 레이디스 맨 (1961년)
- 머조러티 오브 원 (1961년)
- 추격 (1959년)
- 오퍼레이션 페티코트 (1959년)
- 서부의 파라딘 (1957년)